# Kobato.
Kobato. (こばと。?) es un manga del grupo CLAMP. Se publicaron 7 capítulos desde diciembre de 2004 a agosto de 2005 en la revista Monthly Sunday Gene-X con el nombre Kobato (Kari) (こばと (仮)?  Kobato (Provisional)), pero su publicación fue detenida. Regresó en noviembre de 2006 en la revista japonesa Newtype y terminó de publicarse en julio de 2011. El manga ha sido publicado en España por Norma Editorial.

## Historia
Hanato Kobato, es una misteriosa chica que tiene una importante misión: sanar los corazones heridos de las personas y guardar estas heridas en una botella que siempre lleva con ella; si es capaz de llenar completamente la botella obtendrá el derecho de pedir un deseo que le será cumplido por quien le encargó esta tarea. Para eso tiene cuatro estaciones, durante ese tiempo debe buscar personas afligidas e intentar sanar sus corazones. Con cada persona que sane, en la botella aparecerá un dulce (fragmento del corazón) y con el paso del tiempo sucederán incidentes cuales afectaran la misión de Kobato y la realización de su sueño. Pero esto es una misión algo más complicada de lo que aparenta ya que Kobato, aunque es una chica dulce y generosa, es también ignorante de muchos aspectos normales de la vida y las personas, incapaz de ver el mal o de demostrar sentido común en las labores más rutinarias y sencillas, acabado muchas veces metida en problemas o causando problemas cuando intenta colaborar con otros.

## Personajes
Kobato Hanato (花戸 小鳩 Hanato Kobato?)
Seiyū: Kana Hanazawa
Kobato es una extraña, inocente y dedicada chica con un corazón amable y bondadoso dedicada a hacer feliz a la gente. Físicamente, Kobato es una jovencita sonriente, de cabello castaño largo en el que curiosamente siempre lleva puesto un sombrero o algo que le cubra la cabeza. Su nombre significa pequeña paloma, aunque Iorogi por su torpeza la llama "Dobato" (Pichón estúpido). En el anime (diferente al manga) recupera algunos de sus recuerdos, ya que al perder demasiada memoria, perdió también el sentido común. Tiene un deseo, que es ir a un lugar en especial, y sólo podrá cumplirlo si logra llenar un frasco con los corazones heridos de las personas, es decir, sanándolas (en ocasiones solo con gestos o palabras). Al conseguirlo, la herida de la persona aparece con la forma de un "caramelo" dentro de la botella, significando que ha logrado curar a una persona.
Así, Kobato intenta sanar a quien quiera que vea, saliendo a relucir su falta de juicio y metiéndola en sin fin de enredos, es en uno de sus intentos que casualmente da con la Guardería Yomogi y se ofrece como voluntaria, donde conoce a Sayaka Okiura y Kiyokazu Fujimoto. Aunque Kobato constantemente está en busca de gente con corazones heridos que sanar irónicamente siempre que obtiene algún caramelo es ayudando a alguien solo por el deseo de confortarlo y no por querer llenar la botella, esto según Iorogi es porque no puede curarse un corazón por intereses propios. En los últimos capítulos del anime se comprueba que ella está enamorada de Fujimoto. Al parecer, según el anime, Kobato era una joven que había muerto en el "fuego cruzado" entre las fuerzas de Ioryogi y el Cielo, siendo esta la razón por la que a él se le obliga a supervisarla, su misión le iba a dar otra oportunidad de vivir. En el manga se revela que el ángel Suishou, la novia de Iorogi, usó sus poderes para revivir a Kobato quien falleció por una enfermedad mortal, sin embargo Kobato quedó atrapada en esa vida ya no puede volver a reencarnar.
Ioryogi (いおりょぎ Ioryogi?)
Seiyū: Tetsu Inada
Su verdadero nombre es Iorogi que en kanji significa "quinientos dioses" (se escucha igual pero el nombre de Ioryogi que ahora usa se escribe en hiragana). Es el compañero de Kobato, quien aparece generalmente como perro azul de felpa. Éste es originalmente la mascota de Tsubaki Nekoi en las caricaturas de CLAMP, aunque aun en esas historias tenía un pasado misterioso que ni él mismo recordaba claramente. Ayuda a Kobato para que pueda completar su misión. Pertenece a la realeza del "otro mundo" y según el oso de la tienda de bamkuchen podría llegar a convertirse en rey en cualquier momento. Le encanta comer, especialmente en cantidades enormes, y es un amante de la cerveza y el licor. Posee un carácter fuerte e irascible con muy poca paciencia frente a la ingenuidad de Kobato, sin embargo también posee un corazón amable y generoso que se esfuerza en disimular.
Salvó a Ginsei, le dio un nombre y lo crio. No se sabe mucho sobre su poder y fuerza aunque tácitamente se comprende que son enormes; aun con su cuerpo de peluche posee una tremenda fuerza y asegura poder cargar cualquier peso mientras sean apilados verticalmente sobre su cabeza (por el largo de sus brazos no puede cargarlos de otra forma), posee una filosa hilera de colmillos que muestra cuando se enfurece o cuando muerde a alguien, sin embargo su poder representativo es el disparar potentes llamaradas desde su boca, cosa que generalmente hace cuando Kobato lo enfurece; según se ha mencionado a pesar de que es muy poderoso como peluche, estas habilidades son muy débiles en relación con su forma real. Antes del inicio de la serie se enamoró de un ángel, por lo que inició una guerra contra el cielo para poder tenerlo, lo cual rompía el tratado de no agresión que se tenía con el otro mundo; según el anime Kobato murió como víctima colateral de este enfrentamiento, causando por esto que Iorogi deba acompañarla como parte de su sentencia. Debido a que era el líder de la rebelión fue convertido en un muñeco de peluche por Dios, además, ahora tiene la misión de ayudar a Kobato a llenar la botella de cristal con los corazones heridos que sane y así ella pueda cumplir su deseo, sin embargo Dios le ha informado que para completar su misión solo tiene cuatro estaciones, doce meses (dos según el manga).
Kiyokazu Fujimoto (藤本 清和 Fujimoto Kiyokazu?)
Seiyū: Tomoaki Maeno
Es huérfano, ayudante en el jardín de niños de Sayaka y vecino de Kobato. Conoce a Sayaka desde que era un niño. Cuando conoce a Kobato desconfía de ella y no quiere que Sayaka vuelva a ser lastimada otra vez. Normalmente se burla de ella (de Kobato) y la molesta, pero se preocupa mucho por ella y más avanzados los capítulos en el manga se llega a ver como algunas veces se sonroja e incluso llega a ponerse nervioso en su presencia. Eso significa que realmente está enamorado de ella. Su edad está entre los 20 y 21 años. En el capítulo 18 del anime, se muestra celoso ante Domoto y Kobato juntos, luego, después del capítulo 19 en Navidad Fujimoto empieza a tratar bien a Kobato, a sonreír al verla y pensar en ella. En el capítulo 23 se ve que sale una luz de su pecho, eso quiere decir que Kobato sanó su corazón, haciéndose importante para él pero después bajo un hechizo la olvida.
En el manga al igual que el anime su corazón es sanado y corresponde a la declaración de Kobato, pero tras desaparecer esta pierde todos sus recuerdos sobre ella, aunque lo abruma la sensación de haber perdido algo importante. Dieciséis años después Fujimoto ya es un importante abogado pero aún ayuda en la guardería, por lo que se encuentra con la reencarnación de Kobato cuando esta va a pedir empleo allí. Tal como lo exigía el deseo que pidiera Ginsei, en ese momento un Ushagi le regresa los recuerdos perdidos a Fujimoto, quien finalmente declara su amor a Kobato.
Kohaku (琥珀 Kohaku?)
Seiyū: Chiwa Saitō
Ángel, protagonista del manga Wish, vive con Shuichiro y es amiga/o de Kobato. Posee la capacidad de comunicarse con árboles y plantas. Por alguna razón conocía de la existencia de Iorogi, aunque se confundió en un principio por la "y" sobrante (debido a que Kobato no podía pronunciar Iorogi, así que quedó como Ioryogi). Kobato la/o describe cuando la ve por primera vez en, el capítulo 3, como una chica muy linda. Kohaku es un ángel, por lo tanto no tiene por definición un género en concreto. En el manga se da una explicación que complementa el desenlace de Wish, es así como Kohaku explica que desde que se conocieran con Shuishiro han pasado varias vidas y cada vez que el humano muere Kohaku duerme esperando que reencarne y se reencuentra con él a pesar de que este jamás recuerda sus vidas previas, por lo que debe empezar de cero a conocerlo en cada vida y aunque es algo que hace sufrir enormemente a Kohaku es un precio que está dispuesto a pagar para estar con quien ama.
Chitose Mihara (三原 千歳 Mihara Chitose?)
Seiyū: Houko Kuwashima
Versiones alternativas de este personaje ya han aparecido en series anteriores como: Chobits, Angelic Layer y Tsubasa Chronicle y al igual que en las series anteriores desempeña en la historia el papel de la casera. Esta vez utiliza su apellido de casada y tiene dos hijas gemelas: Chiho Mihara y Chise Mihara siendo la mejor amiga de Sayaka. Curiosamente la habitación que renta a Kobato es la misma que usaran Hideki y Chii en Chobbits.
Chiho Mihara (三原 千帆 Mihara Chiho?) y Chise Mihara (三原 千世 Mihara Chise?)
Seiyū: Megumi Nakajima
Son gemelas, hijas de Mihara Chitose, probablemente su edad es de 11-12 años, al igual que su madre son versiones paralelas de los personajes de Chobits conocidas como Freya y Chii/Eruda. Ya que las historias CLAMP suceden en múltiples realidades paralelas, en Kobato son chicas normales y viven con sus padres a diferencia de Chobbits, donde eran persocons creados por el matrimonio Mihara ya que no podían tener hijos.
Sayaka Okiura (沖浦 清花 Okiura Sayaka?)
Seiyū: Fumiko Orikasa
Al morir su padre ella se encargó de la guardería Yomogi así como de la deuda que esta tiene, antes estuvo casada con Kazuto Okiura y aún se desconoce la razón del por qué se divorciaron, aunque tal vez se deba a la estafa que su exesposo le hizo a la guardería, a pesar de todo aún conserva su apellido de casada, según Chitose ella le quiere demostrar algo a Okiura. Al final del capítulo 21 del anime, gracias a Fujimoto y a Kobato vuelve con Okiura. Finalmente, en el manga, Kobato usa su deseo para salvar la guardería y alejar al padre de Kazuto.
Kazuto Okiura (沖浦 和斗 Okiura Kazuto?)
Seiyū: Shin'ichirō Miki
Es un recolector de deudas y que aparece en el quinto capítulo. Al parecer es el exesposo de Okiura Sayaka, lo cual sale a relucir en una conversación entre Kobato y Chitose, pues llevan el mismo apellido. Suele llamar al jardín de niños buscando que le paguen; pertenece a la mafia. Posteriormente se revela que en realidad quien estafo al padre de Sayaka y desea destruir la guardería no es él sino su padre. Sin embargo Kazuto decidió abandonar a su esposa y encargarse del cobro de la deuda ya que sabe que no importa lo cruel y deshumanizado que actúe, nada de lo que haga a su exmujer será tan cruel como lo que haría su padre si se encargara personalmente de cobrar la deuda.
Takashi Domoto (?)
Seiyū: Hiroshi Kamiya
Es un chico muy guapo y estudioso, amigo de Fujimoto. Se siente algo abrumado constantemente ya que todo el mundo confía en él y le pide ayuda constantemente, a lo que es incapaz de rehusarse, por ello admira a Fujimoto, quien es capaz de confrontar a la gente; Kobato sana su corazón al mostrarle que el tener la facilidad de ayudar a otros es un don. Está interesado en Kobato ya que en el capítulo 18 se le declaró, pero ella no lo entendió. Aun así, Domoto se da cuenta de lo que Kobato siente por Fujimoto e intenta ayudarla aunque esta no se da cuenta de sus propios sentimientos. Asiste a la misma universidad de Fujimoto. En el futuro 
Genko (玄琥 ?)
Seiyū: Rikiya Koyama
Es un conocido de Iorogi y antiguo camarada; según parece su especialidad era la recolección de información ya que poseía una gran red de contactos, cosa que hasta en la actualidad le sirve para obtener información aun en el mundo humano. Tomó parte en la guerra contra el Cielo apoyado a Iorogi y fue castigado a vivir en el mundo de los espíritus con la forma de un oso negro que atiende una pastelería llamada precisamente "El Oso Baumkuchen", apodo que ocasionalmente se le da también a él. A menudo se le ve haciendo Baumkuchen ya que a pesar de ser un castigo se ha apasionado con la repostería y su negocio. Por petición de Ioryogi se dedica a investigar sobre la situación de la guardería.
Zuishō (瑞祥?)
Seiyū: Hiroyuki Yoshino
Es un antiguo seguidor de Genko que también participó en el levantamiento contra el Cielo es así que en la actualidad su castigo es vivir junto a Genko en la tienda bajo la forma de una cacatúa, por lo que se encarga de las entregas a domicilio y la mensajería. Aunque su carácter es relativamente tranquilo tiene una actitud algo irónica, especialmente con Iorogi y Ginsei a quienes le gusta molestar ya que solo se muestra relativamente respetuoso con Genko.
Usagi (兎 Usagi?, conejo)
Son los mensajeros del cielo que tienen apariencia como peluche de conejo, aunque se hace la diferencia con el animal ya que su nombre se pronuncia Ushagi. Es uno de estos seres quien avisa a Ioryogi y a Kobato el tiempo que les queda para llenar la botella que tiene Kobato. Siempre llevan una flor la cual de deshace como un tejido para entregar mensajes y órdenes dictadas en el Cielo, cuando debe anunciarle que se le acaba el tiempo para cumplir su deseo. No poseen una voz propia, pero según el anime emiten un sonido similar a risas reverberantes de bebés.
Ginsei (银生?)
Seiyū: Daisuke Namikawa
Salvado y criado por Iorogi, se convirtió en un seguidor suyo en la guerra contra el cielo y cuando Iorogi fue derrotado él (Ginsei) igualmente fue convertido en un animal, semejante a un zorro o un felino blanco con orejas largas, tiene además un parche en su ojo derecho. Por el fracaso de la guerra tiene rencor contra Iorogi y parece querer vengarse, pero jamás llega a hacer algo grave. En una ocasión robó la botella que Kobato debe llenar para cumplir su sueño y estuvo a punto de destrozarla para que la chica jamás fuera feliz. En el manga tras conocer mejor a Kobato siente simpatía por ella aunque lo disimula, finalmente es nuevamente castigado y su cuerpo queda reducido a una versión chibi, tras lo cual acaba trabajando en la pastelería bamkuchen, durante el desenlace del manga se revela que Kobato y Fujimoto pudieron reencontrarse ya que Ginsei había deseado que si se volvían a ver el joven pudiera recordar los momentos que había vivido junto a Kobato antes que esta reencarnara.
Suishou (水晶?)
Un ángel del Cielo con una gran semejanza a Kobato, es la novia de Iorogi y la única persona frente a quien este expresa sentimientos de amor; es por ella que Iorogi se levantó contra el Cielo y fue castigado encerrándolo en la forma de un peluche. No se le nombra ni aparece en el anime, siendo exclusiva del manga. Al igual que Kobato es una chica inocente, pura y algo ingenua, según Iorogi ella es la primera persona que lo llamó Ioryogi, por lo que sospecha que quizás el que Kobato lo llame así es por el contacto que ha tenido su alma con Suishou. Tiempo atrás ella encontró a Kobato muerta de una enfermedad incurable y usó sus poderes para resucitarla, sin embargo ya que no murió en el momento que debía y esta vida extendida no estaba contemplada en el plan original, Kobato perdió su lugar en el ciclo de las reencarnaciones, por lo que una vez muerta no habría un lugar donde su alma fuese. Ante esto el Cielo encerró a Suishou y envió a la tierra a Kobato bajo la tutela de Iorogi para sanar los corazones de gente que sufriera, si aprobaba se le concedería un deseo que la podría salvar y además se le concedería el perdón a los involucrados.
Hacia el final del manga Suishou logra manifestarse frente a Iorogi descubriéndose que el lugar donde fue encerrada es el alma de Kobato, cosa que Iorogi siempre sospechó. Tras pedir su deseo y desaparecer Kobato reencarnaría siendo cuidada por Iorogi nuevamente; tras el reencuentro con Fujimoto, Suishou aparece una vez más frente a Iorogi para explicar que sigue dentro de Kobato ya que la enfermedad que la mató aún existe y solo su poder la detiene, sin embargo una vez que Kobato reencarne por segunda vez estará sana y tanto Suishou como Iorogi serán libres de sus castigos y podrán estar juntos.

## Crossovers con otros animes deCLAMP
- Chitose Mihara la casera es la misma Chitose Hibiya de Chobits, pero ahora usa su nombre de casada (Recordemos que Chitose está casada con Ichirō Mihara).

- La casera Chitose tiene dos hijas ahí, son Chiho y Chise, quienes podrían ser Freya y Eruda (Chii) de Chobits.

- En el Volumen 1, Capítulo 7 Fujimoto tiene un trabajo de medio tiempo vendiendo pizzas en la Pizzería Piffle. En Card Captor Sakura, Suki. Dakara Suki, Tsubasa: RESERVoir CHRoNiCLE, XXXHOLiC, Lawful Drug y Angelic Layer se muestra la tienda Piffle Princess, un local muy común en obras CLAMP.

- En el Volumen 1, Capítulo 3 Kobato trabaja en la Panadería Chiroru como trabajo de medio tiempo en Navidad. Ahí conoce al mánager y su asistente (en el Volumen 1, Capítulo 5) quienes son idénticos a Hiroyasu Ueda y Yumi Ohmura de Chobits. Probablemente se trate de estos aunque no se revela sus nombres.

- En el Volumen 1, Capítulo 5 se ve a dos personas pasando quienes podrían ser Watanuki y Himawari de XXXHOLiC.

- En ese mismo capítulo se ve a otra persona pasando quien podría ser Subaru Sumeragi de Tokyo Babylon y X/1999

- En el Volumen 1, Capítulo 5 se ve a tres chicas pasando quienes podrían ser Hinata, Emi y Touko de Suki. Dakara Suki.

- En el Volumen 1, Capítulo 9 cuando Kobato corre buscando cerveza se pueden ver tras ella en distintas viñetas a Hinata Asahi y Shirou Asou (ambos de Suki. Dakara Suki).

- En el Volumen 1, Capítulo 9 cuando Kobato corre por cerveza para Ioryogi se ve a dos personas pasando quienes podrían ser Kazahaya y Rikuou de Lawful Drug.

- En el Volumen 1, Capítulo 7 una chica le presta su paraguas a Kobato después que esta perdió el suyo. Es Hinata Asashi y la acompaña un hombre quien es Asou Shirou, su profesor y novio. Ambos son personajes de Suki. Dakara Suki.

- En el Volumen 1, Capítulo 9 cuando Kobato corre por cerveza se encuentra con dos chicas entregando volantes. Son similares a Primera de Magic Knight Rayearth y Ringo Seto de Angelic Layer.

- En el Volumen 1, Capítulo 9 a Kobato le venden la cerveza dos chicas. Son Misaki Suzuhara y Tamayo Kizaki de Angelic Layer. A Tamayo se le ve en un crossover de Tsubasa: RESERVoir CHRoNiCLE.

- En un manga especial de Clamp in Wonderland, Kobato visita la tienda de Yuuko Ichihara en xxxHolic y se encuentra con Watanuki al que intenta ayudar con la tienda pero termina causándole muchos problemas.

- Aparece un chico vestido de kigurumi de Ushagi de Wish. Es Touya Kinomoto de Card Captor Sakura.

- Kobato le pide ayuda a Fujimoto ayuda porque ha encontrado a un hombre con apendicitis. Lo llevan al Hospital Kobayahi, que es el apellido de los Hermanos Kobayashi de Angelic Layer : Kotaro y Hatoko

- En el Volumen 1, Capítulo 4 cuando Kobato quiere una nueva prueba, se encuentran con la misma adivina de la serie de XXXHolic.

- Cuando el oso de la tienda de baumkuchen menciona que solo algunos humanos especiales son capaces de percatarse de la existencia de los otros mundos se refiere an Clow Reed y Yuuko Ichihara.

- En el Volumen 4 hay varios crossovers con "Wish" Fujimoto está disfrazado de Usagi e Ioryogi lo confunde con uno real, aparecece el ángel Kohaku en la tienda de baumkuchen del oso (y por lo tanto después de que da una Explicación, se comprende que los sucesos ocurridos en Wish pasan 500 años antes de los sucesos de Kobato).

- Muchos detalles a través de la serie denotan que la historia se sitúa en el mismo universo de xxxHOLiC, Tsubasa: RESERVoir CHRoNiCLE, Suki Dakara Suki y Lawful Drug (y en menor medida Sakura Card Captor), y claro está, más directamente con Wish, mientras que las inconsistencias hacen evidente que se lleva a cabo en un universo distinto al de Chobits y Angelic Layer.

- En el capítulo 17 del anime hay un crossover bastante notable con ×××HOLiC, se cree que no es casualidad que esto ocurra en el capítulo 17, ya que es el mismo número del manga de ×××HOLiC que incluirá la oad de ×××HOLiC rou.

- En ese mismo capítulo sale Mokona Modoki la cual tiene un parque de diversiones, Mokonaland.

- En el capítulo 20 del anime se muestra como llegan a ese mundo Syaoran, Kurogane, Fye y Mokona. Solo se quedan por un día.

- En el capítulo 22 del anime aparece Touya Kinomoto en Piffle Pizza como compañero de trabajo de Fujimoto. Y en si es un crossover de TRC al ser de la compañía Piffle Princess.
- Sayaka-sensei es la madre de Kurogane (Tsubasa Reservoir Chronicles) en su mundo natal. Siendo también la suma sacerdotisa que protege su nación.

## Anime
El anime de Kobato fue dirigido por Morio Asaka y animado por Madhouse. Se empezó a emitir en octubre de 2009, teniendo una duración de 24 episodios. La serie fue licenciada en los Estados Unidos por Anime Network y Sentai Filmworks.
Esta serie se desarrolla un tanto diferente al manga, por ejemplo: a Kobato se le dan 4 estaciones (12 meses, un año) para llenar la botella que ella posee con los "caramelos" (pedazos de corazones rotos), y no 2 cambios de estación (medio año) como en el manga.

## Música
Opening "Magic Number"(Números Mágicos). Interpretado por Maaya Sakamoto
Ending 1 "Jellyfish no kohaku". Interpretado por Megumi Nakajima
Ending 2 "watashi ni dekiru koto". Interpretado por Megumi Nakajima
Canción de Kobato ´´ Ashita kuru hi``. Interpretado por kana Hanazawa

## Capítulos de Kobato
Capítulo 01.- La Chica que desea.
Hanato Kobato, una chica dulce, alegre, optimista y algo despistada, se encuentra a prueba por su perro de peluche azul Ioryogi-san, para que use su sentido común sobreviviendo en el mundo humano. Kobato tras cometer una tras otra locura, ya que carece por completo de sentido común, acepta ir a tomar algo con unos chicos, pero las cosas se complican y cuando uno de estos intenta golpearla, aparece para defenderla un chico de lentes y ojos verdes, y cuando ella le agradece, él le dice que se calle y guarde silencio. Luego ella y ese chico vuelven a toparse pero como ambos iban distraídos no se dan cuenta. Después kobato rompe unos platos y le pide al dueño del negocio que la deje ayudar como pago por su descuido. Cuando ya terminó de pagar ella se va y se topa con una señora y su nieto, Kobato le canta al bebe y el chico con el que se topó antes admira la voz, aunque el no sabe de quién es.
Capítulo 02.- Caramelo Brillante.
Después de seguir su camino, Kobato vuelve a toparse con este chico, y por querer agradecerle lo sigue hasta llegar a una guardería donde se ofrece como voluntaria para ayudar.
Kobato se da cuenta de que el chico que conoció antes trabaja ahí y se llama Kyokazu Fujimoto, y desde el inicio se llevan mal, muy mal.
Después de ayudar a la dueña de la guardería, ella se va y en un parque se topa con Toshihiko-kun (un alumno de la guardería) quien está lastimado por todos los comentarios negativos que tiene la gente de su mamá; Kobato le dice que tiene una madre maravillosa al tener un hijo como él, que la quiere y defiende. En ese momento Kobato recibe como pago un caramelo que es depositado en su botella. Ella no comprende del todo, pues creía que debía ayudar a las personas en sus trabajos y todavía no comprende bien los aspectos sentimentales.
Capítulo 03.- Regalo de la lluvia.
Sayaka-sensei busca a Kobato y la recomienda para que pueda vivir en un departamento. Kobato empieza a vivir ahí solo con su maleta y un muñeco de peluche llamado Ioryogi-san. Cuando va corriendo para ayudar en la guardería se tropieza con una joven con uniforme verde y al llegar a la guardería sigue teniendo conflictos con Fujimoto-san. Al salir de la guardería se topa con la misma chica de antes ella la cual le presta su paraguas. Al día siguiente Kobato no tiene colchón para dormir, pero se levanta temprano para regresar la sombrilla que le presto la joven que se llama Tadokoro Mutsumi. Después se vuelve a topar con Tadokoro quien está triste porque la persona que le gusta comparte el paraguas con otra chica (visto como algo romántico). Kobato no entiende del todo, pero busca al chico para pedirle que comparta el paraguas con Tadokoro y al ella enterarse de que él no siente nada por la otra chica Kobato recibe otro caramelo.
Capítulo 04.- Hojas Pulsantes.
En este capítulo gracias a Kobato una pareja logra ir a un parque de diversiones. Esta pareja es el protagónico de otro anime "deseo".
Capítulo 05.- Promesa de Luciernagas.
Capítulo 06.- Unas pequeñas escondidas.
Capítulo 07.- Una persona Amable.
Capítulo 08.- La canción de Cuna de un Gatito.
Kobato encuentra un pequeño gatito pero las gemelas le dicen que no puede quedarse en los departamentos y tampoco puede estar en la guardería, así que Kobato se esforzará en encontrarle una casa al gatito con la ayuda de las gemelas y Fujimoto. Al encontrar un hogar para la mascota, las gemelas se sienten tristes y Kobato canta una linda canción para curar el solitario corazón de las gemelas.
Capítulo 09.- Recuerdos de verano.
Capítulo 10.- Un Órgano, y los Días de Juventud.
Capítulo 11.- Detective Hanato Kobato.
Capítulo 12.- Ojos plateados.
Capítulo 13.- El Ángel y las persona Protegida.
Capítulo 14.- Buscando el Ocaso.
Capítulo 15.- La oración secreta
Capítulo 16.- Misteriosa forma de vida
Kobato está entusiasmada con la idea de montar un bazar y a pesar de que Fujimoto se la arruine, Sayaka-sensei le dice que es una idea genial. Pero alguien ha quitado los carteles del bazar y Kobato se esforzará al máximo para atraer personas a la guardería.
Capítulo 17.- Misteriosa forma de vida Part. 2
Capítulo 18.- Calor de un viento helado.
Capítulo 19.- Blanca Navidad.
Fujimoto está serio y ni siquiera pelea con Kobato, pues la Navidad es una época muy triste para él. Kobato se siente deprimida debido al comportamiento de Fujimoto y cree que está enojado con ella. Domoto quiere pasar su Navidad con Kobato y le dice que le gustan las chicas como ella, pero Kobato lo toma como un cumplido y le dice a Domoto que le duele el pecho al pensar en Fujimoto y ella rompe a llorar, sin siquiera saber por qué se siente tan triste. Domoto entiende los sentimientos de Kobato y va en busca de Fujimoto y le dice que Kobato esta en el parque sola, esperándolo. Fujimoto corre para encontrarse con Kobato y le dice que no es su culpa que él esté así, entonces empieza a nevar y Kobato canta y Fujimoto la escucha con una sonrisa y la cubre de la nieve con el paraguas.
Capítulo 20.- Los viajeros.
En este capítulo Kobato recibirá la visita de 3 viajeros muy peculiares, se trata de Kurogane, Fye y Syaoran acompañados de Mokona. Syaoran y Kobato se esforzarán trabajando en la pastelería para ganar dinero y juntarlo para hacer una fiesta de San Valentín en la guardería. También podemos ver una linda sonrisa de parte de Fujimoto hacia Kobato. Fye se da cuenta de la verdadera identidad de Kobato y se la susurra a Ioryogi.
Capítulo 21.- Aires de primavera.
Capítulo 22.- Día de despedidas.
Capítulo 23.- El deseo de Kobato.
Kobato ha pasado su último mes "cuidando" de Fujimoto, a contra de su voluntad, ya que siempre lo está persiguiendo y haciendo lo mejor para el. Pero a Kobato se le ha acabado el tiempo y debe irse de la pensión, diciéndole a Fujimoto que ya no podrá acompañarlo al día siguiente. Cuando Fujimoto se entera de que Kobato se marcha, sale en su búsqueda desesperadamente y al encontrarla, le dice que no se vaya, entonces Kobato se quita el sombrero y tiene una coronita azulada flotando encima de su cabeza, Ioryogi dice que ella está muerta y para poder renacer, debía llenar la botella con los caramelos, pero Kobato prefirió pasar su último mes a lado de Fujimoto en vez de preocuparse por ella misma. En eso se hace una barrera en forma de túnel vertical entre donde Kobato queda dentro y le dice a Fujimoto que sus días con él fueron muy felices y es la persona más importante para ella. Al escuchar esto, sale del interior de Fujimoto un "caramelo" y le dice "no vayas", por lo que se rompe la barrera y se empieza a llenar el bote. Kobato le dice que tiene que ir a un lugar y se despide de él. Fujimoto intenta abrazarla antes de irse, pero desaparece, quedándose con una cara de profundo dolor.
Capítulo 24.- El día de mañana que viene.(Ashita kuru hi)
Fujimoto no recuerda nada de la partida de Kobato, ni siquiera recuerda el haberla conocido y todos parecen estar igual que él. Pero poco a poco empieza a tener como que memorias que lo confunden y al momento que un pétalo de flor de cerezo cae, y también aparece un caramelito, en ese momento recuerda todo de su existencia, pero nadie más lo hace, hasta que se encuentra con Kohaku quien le explica todo de Kobato y que su deseo era renacer en el mundo donde estaba su persona amada. Después se ve que han pasado algunos años y Fujimoto trabaja de abogado, su jefe le dice que vaya a un pequeño pueblo a encargarse de la herencia de una joven. Cuando llega ahí comienza a tocar el piano y a lo lejos se escucha una persona cantando al compás de la música. 
La chica saluda y Fujimoto la ve con ojos de dulzura, es Kobato pero no recuerda nada de él ni de su vida. Fujimoto le dice que la canción la cantaba un ser amado y quiere encontrarla de nuevo y ella le dice que ojala la encuentre. El le pide que antes de irse, cante su canción otra vez así que ella acepta y al momento de estar cantando, Kobato recuerda todo y le dice que ella esperaba renacer para poder estar a lado de la persona que más quería y se dice a sí misma tonta, el solo susurra "kobato" y ella voltea la mirada y dice "estoy de vuelta" él le dice que ha estado esperando mucho tiempo por ella y que se le hizo tarde una vez más. Ella corre a sus brazos gritando "Fujimoto-san" y se abrazan en una escena hermosa. Se ve cómo han cambiado las vidas de todos los personajes en estos últimos años y finalmente un dulce final.